# Crotalaria natalitia
Crotalaria natalitia är en ärtväxtart som beskrevs av Meissner. Crotalaria natalitia ingår i släktet sunnhampor, och familjen ärtväxter. Inga underarter finns listade i Catalogue of Life.